# Damiaatjes

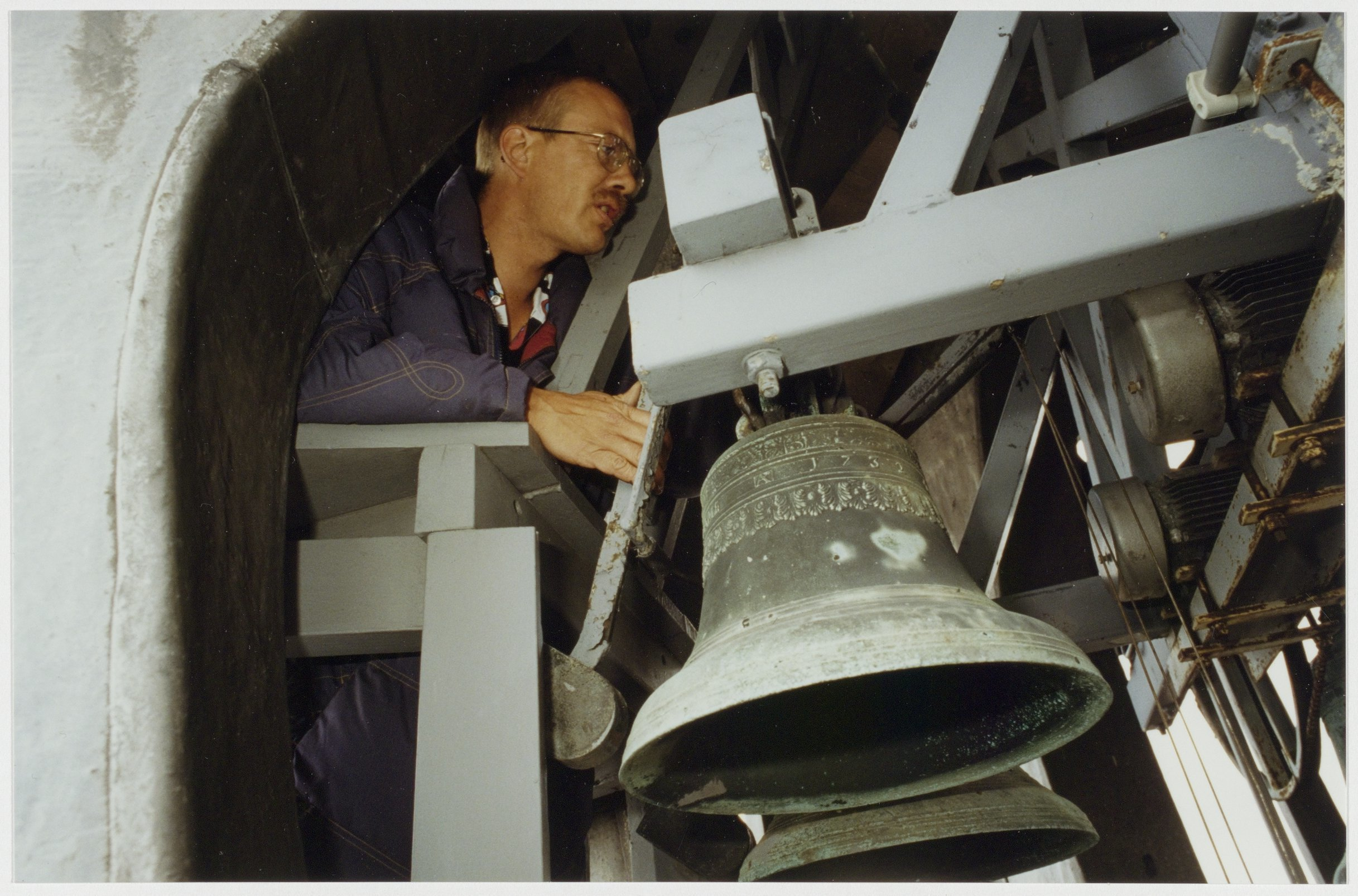
Controle van de Damiaatjes in 1995 door een medewerker van het Gemeentelijk energiebedrijf.

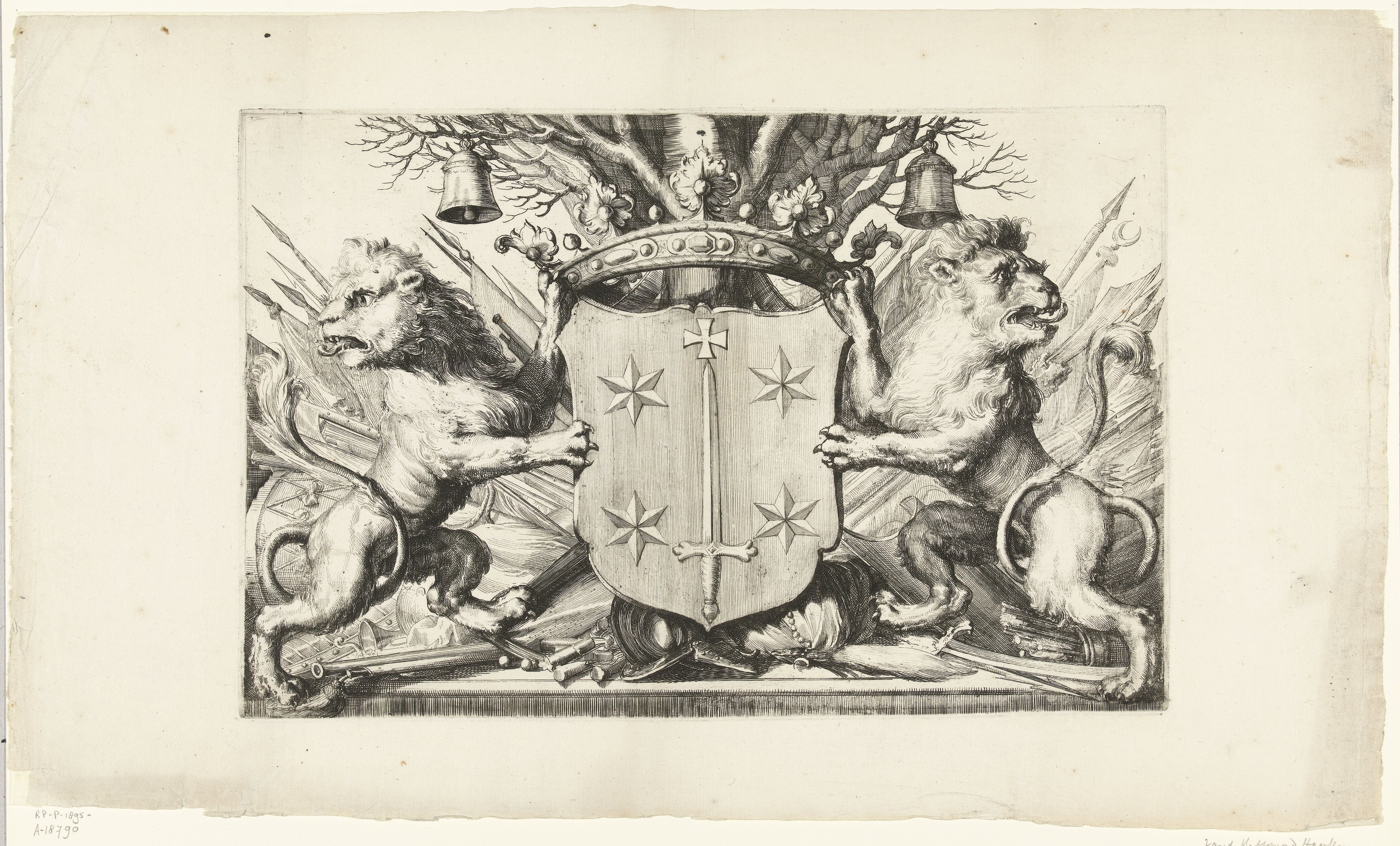
Damiaatjes afgebeeld op het Wapen van Haarlem.

De Damiaatjes zijn twee klokken in de toren van de Grote Kerk van Haarlem die als avondklok luidden voordat de stadspoorten van Haarlem sloten. De klokken luiden  dagelijks tussen negen en half tien. Daarnaast dienden ze om het einde van een stadsbrand af te kondigen en om bewoners te verwittigen dat er gestrooid diende te worden. Ook de Haarlemse kermis werd er mee in- en uitgeluid.
De twee klokken bevinden zich in de bovenste lantaarn van de kerktoren. Ze waren een geschenk van ene Johannes Dircks uit Aalst, als geschenk aan Nicolaas van Nieuwland, de bisschop van Haarlem in 1562. Sindsdien worden de twee klokken elke avond tussen 21:00-21:30 uur geklept als een signaal voor het sluiten van de stadspoorten. Bij de invoering van de avondklok in 2021 tijdens de coronacrisis in Nederland klepten ze tussen 20:30 en 21:00 om zodoende gelijk te lopen met de landelijke avondklok.
In 1732 werden de klokken die Piet en Hein worden genoemd, hergoten door Jan Albert de Grave een klokkengieter uit Amsterdam. 

## Legende
De klokken herinneren aan de verovering van het Egyptische Damietta, ook Damiate genoemd tijdens de Vijfde Kruistocht in 1218/1219. Het verhaal gaat dat de Haarlemmers een belangrijke rol hebben gespeeld bij de val van de stad. De toegang tot de stad via de Nijl was afgesloten met een grote, zware ketting. De Haarlemmers zouden de ketting hebben kapotgevaren met een schip met een zaag op de boeg. Het Damiateverhaal wordt echter tegengesproken door het ooggetuigenverslag van Olivier van Keulen, die de geestelijke leiding over de scheepsmachten van de verschillende Duitse bisdommen had, waarin niets te vinden is over een heldhaftig optreden van de Haarlemmers. Niet de Haarlemmers maar de Friezen zouden in 1218 de ketting hebben gebroken. 
In de vroegmoderne tijd ontstond de legende dat de Damiaatjes uit Egypte zouden zijn meegenomen. Ze duiken echter pas in de zestiende eeuw in de bronnen op.

## In populaire cultuur
De klokken zijn afgebeeld in het wapen van Haarlem. In 1891 werd in Haarlem de atletiekvereniging 'De Damiaatjes' opgericht., waarin Pim Mulier en Jaap Eden actief waren. In 1995 is door de gemeente Haarlem een betaalmunt uitgebracht met als naam 'Damiaatje'.
Nicolaas Beets schreef in 1908 het lied 'De damiaatjes', waarvan de eerste strofen luiden:
Als de Damiaatjes luien,

Gaan de kindertjes naar bed,

Maar de meisjes hebben buien

Van verliefdheid altemet.

Wat al mutsjes, wat al doekjes,

Wat al muiltjes over straat!

Wat al vrijers om de hoekjes,

Daar men mee spanseeren gaat.

## Huidige situatie
Ondanks dat Haarlem niet langer een vestingstad met stadspoorten is, werd de traditie van het dagelijkse kleppen in stand gehouden om de verovering van Damiate op 25 augustus 1219 te herdenken.